# Gerlach von Gaudecker
Gerlach von Gaudecker-Zuch (* 24. März 1909 in Zuch bei Neustettin; † 11. März 1970 in Laboe) war ein deutscher Offizier, zuletzt Oberst der Bundeswehr.

## Leben
Gaudecker diente als Offizier im Zweiten Weltkrieg und war u. a. Regimentskommandeur des Panzer-Grenadier-Regiments 33 der 4. Panzer-Division. Am 8. August 1944 wurde ihm in der vorgenannten Position als Oberstleutnant das Ritterkreuz des Eisernen Kreuzes verliehen. Zu Kriegsende hatte er den Dienstgrad eines Obersts, übernahm kurz nach Kammlers Tod die Führung der Division z. V., welche auch als Divisionsgruppe Gaudecker im XXXXI. Armeekorps kämpfte.
Ab Ende April 1945 verhandelte er eigenmächtig die Kapitulation der Division mit den westlichen Alliierten aus. Dabei schickte von Gaudecker u. a. den SS-Oberstleutnant Wolfgang Wetzling als Parlamentär. Mit einem von ihm unterschriebenen Marschbefehl zog die Division von der Front ab und ergab sich in Abwesenheit von von Gaudecker der amerikanischen 29. Infanterie-Division. Gaudecker war zum Gefechtsstand des Armeekorps abgereist, um die Kapitulation der Division mitzuteilen. Dort angekommen wurde er umgehend festgenommen.
Nach dem Krieg war er ab 1956 zunächst im Bundesministerium der Verteidigung tätig und wurde dann in die Bundeswehr übernommen. Gaudecker führte vom 1. Februar 1959 bis 30. September 1962 als Kommandeur die Panzerbrigade 15 „Westerwald“  der 5. Panzerdivision. Anschließend wurde er Kommandeur des Territorialen Verteidigungsstabes IV A in Koblenz (Verteidigungsbezirkskommando 41), dessen er bis Ende März 1967 blieb. In einer Quelle wird sein Dienstgrad fälschlicherweise mit Brigadegeneral angegeben.
1966 wurde Gaudecker das Bundesverdienstkreuz 1. Klasse verliehen.